# Кундул, Буна
Буна Кундул (англ. Bouna Coundoul; родился 4 марта 1982 года в Дакаре, Сенегал) — сенегальский футболист, вратарь клуба известный по выступлениям за клубы «Колорадо Рэпидз», «Нью-Йорк Ред Буллз» и сборной Сенегала.

## Клубная карьера
Кундул начал заниматься футболом во время обучения в Университете Олбани в Нью-Йорке, выступая за команду учебного заведения.
В 2005 году Буна был выбран на драфте клубом «Колорадо Рэпидз». 13 мая 2006 года в матче против «Лос-Анджелес Гэлакси» он дебютировал в MLS, заменив травмированного Джо Кэннона. Кундул быстро завоевал место в основе и был одним из самых «сухих» вратарей США. В 2009 году Буна не смог договориться с клубом и получил статус свободного агента.
Летом того же года он перешёл в «Нью-Йорк Ред Буллз». 26 июля в поединке против своего бывшего клуба «Колорадо Рэпидз» Буна дебютировал за новую команду. В 2011 году в команду пришёл Франк Рост, который вытеснил Кундула из основы. В марте 2012 года Буна подписал соглашение до конца сезона с финским ВПС. 15 апреля в матче против «Хонке» он дебютировал в чемпионате Финляндии. В августе Буна перешёл в кипрский «Эносис», но не являлся основным вратарём и через год покинул клуб.
Летом 2013 года Кундул подписал контракт с «Этникосом». 1 сентября в матче против АЭЛа он дебютировал за новый клуб. Летом 2015 года Буна перешёл в южноафриканский Платинум Старс. 13 сентября в матче против «Джомо Космос» он дебютировал в чемпионате ЮАР. В 2016 году он завершил карьеру игрока.

## Международная карьера
В ноябре 2007 года Кундул был включен в заявку сборной Сенегала на участие в Кубке африканских наций. 31 января 2008 года в кубка против сборной ЮАР он дебютировал за национальную команду. В 2012 году Буна во второй раз поехал на Кубок Африки. На турнире он принял участие во встречах против команд Экваториальной Гвинеи и Замбии.